# Halcón ML-63
A ML-63 é uma submetralhadora fabricada pela empresa Halcon, sediada em Buenos Aires.

## Visão geral
A ML-63 possui câmara de 9mm Parabellum e é alimentada por um carregador de 30 cartuchos. A ML-63 também vinha com uma coronha fixa de madeira, que parece ser baseada principalmente na submetralhadora MAT-49. Uma versão com silenciador integral também foi fabricada. Diversas submetralhadoras ML-63 foram encontradas pelos britânicos durante a Guerra das Malvinas em 1982.